# Sevara Nazarkhan

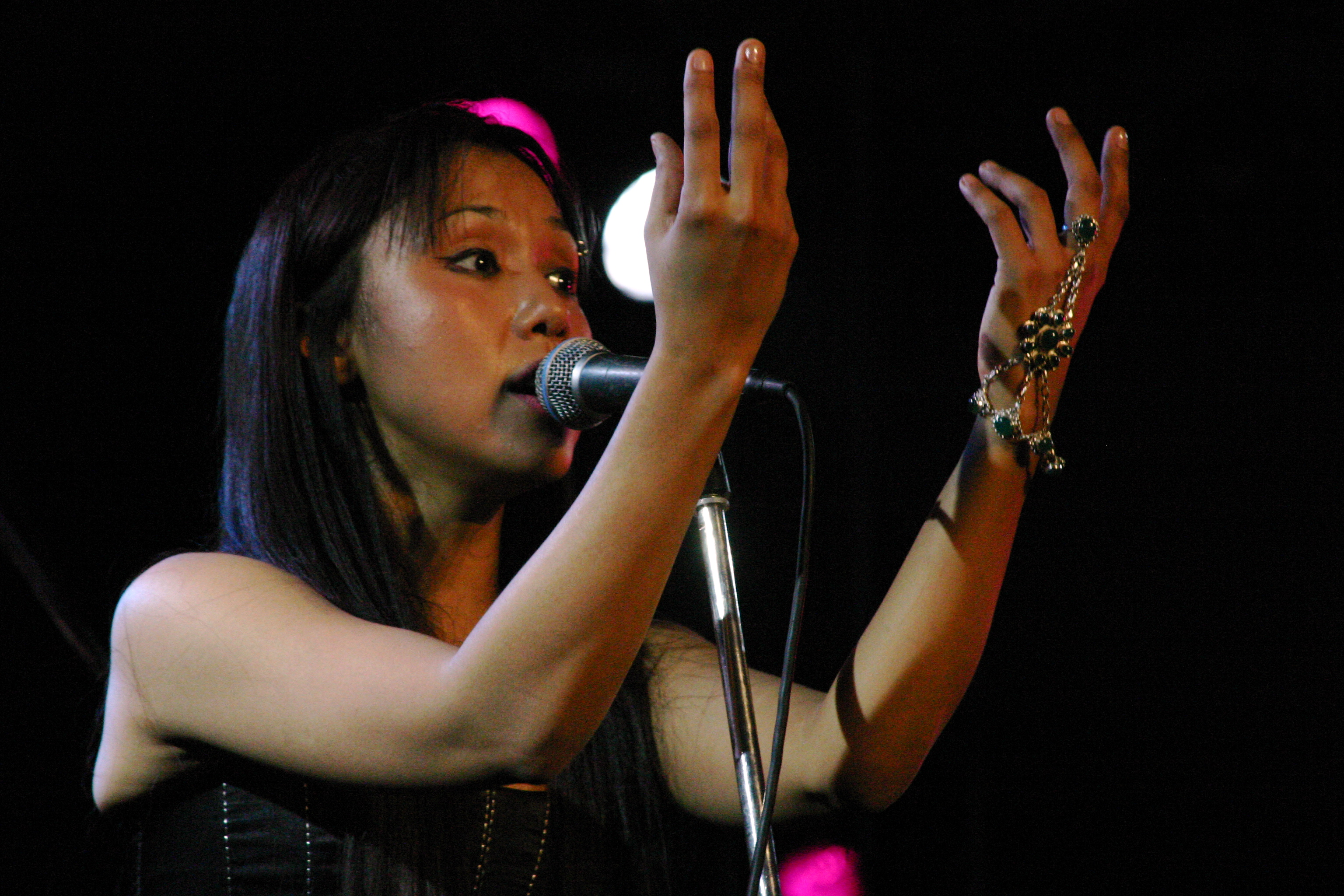
Sevara Nazarkhan na scenie w Anglii (2006)

Sevara Nazarkhan, właśc. Sevara Anvarjanovna Nazarxanova (ur. 1978 w Andiżanie) – uzbecka piosenkarka world music, muzyki pop, ale także autentycznej uzbeckiej muzyki klasycznej, instrumentalistka na tradycyjnej środkowoazjatyckiej lutni o cienkim, długim gryfie znanej jako doutar. Jest także producentem muzycznym i autorką tekstów i piosenek w języku uzbeckim.

## Rys biograficzny
Urodzona i wychowana w Kotlinie Fergańskiej w zachodnim Uzbekistanie, córka wybitnych muzyków uzbeckich i nauczycieli tradycyjnej uzbeckiej muzyki klasycznej, Sevara Nazarkhan studiowała formy uzbeckiej muzyki klasycznej i ludowej w Państwowym Konserwatorium w Taszkencie w latach 1998–2003.
Zaczęła swą karierę w zespole muzycznym Sideris, kierowanym przez Mansura Tashmatova, producenta muzycznego i muzyka. Zespół składał się z czterech kobiet. Natomiast, dopiero nabyła rozgłosu międzynarodowego po zdecydowaniu się na karierę solową.
Nazarkhan nie jest tylko śpiewaczką uzbeckiej muzyki klasycznej, muzyki ludowej czy muzyki pop, lecz także podejmuje połączenia elementów uzbeckiej muzyki klasycznej jak i ludowej oraz tekstów uzbeckiej poezji z muzyką nowoczesną. Jej płyta z 2003 pt. Yol Bo'lsin, produkcji Hectora Zazou spotkała się z uznaniem krytyki, jednak jej album z 2007 pt. Sen już mniej. Koncertowała na tournée z Peterem Gabrielem i na festiwalu WOMAD (w angielskim Reading). Wzięła również udział jako w nagraniu zespołu Afro Celt Sound System, albumie z 2005 pt. Volume 5: Anatomic.
Za album uzbeckiej muzyki klasycznej w jej wykonaniu pt. Gozal Dema, który także opracowała jako producent muzyczny, wygrała jako jedna z czterech nominacji w kategorii Best Asian/Pacific Artist w corocznym konkursie "BBC Radio 3 Awards for World Music 2004", a w 2005, w następnej edycji tego samego konkursu otrzymała nominację w tej samej kategorii.

## Dyskografia
- 2000: Bahtimdan (nakładem własnym)
- 2002: Ne Keshar (nakładem własnym)
- 2003: Yol Bo'lsin (nakładem Real World Records, producent muzyczny: Hector Zazou)
- 2004: Bahtimdan (tylko w Uzbekistanie, nakładem Calabash)
- 2004: Gozal Dema (nakładem Calabash, także jako producent muzyczny)
- 2006: Bu Sevgi (tylko w Uzbekistanie)
- 2007: Sen (nakładem Real World Records)
- 2011: Tortadur (nakładem CD Baby)[7]
- 2012: Maria Magdalena (nakładem Estonian Record Productions; Misteriya Zvuka)